# Епишин, Михаил Александрович
Михаил Александрович Епишин (род. 23 марта 1997, Столбовая, Московская область) — российский хоккеист, защитник.

## Биография
Воспитанник подольского «Витязя». В сезонах 2014/15 — 2017/18 играл за команду МХЛ «Русские витязи». 16 февраля 2016 года в гостевом матче против ЦСКА (4:2) дебютировал в КХЛ, проведя единственный матч в сезоне в лиге. В сезоне 2016/17 сыграл 11 матчей в КХЛ, 15 — за партнёрский клуб ТХК в ВХЛ и 25 матчей — в МХЛ. В следующем сезоне провёл 12 матчей в КХЛ, 8 — за другой партнёрский клуб в ВХЛ — «Динамо» Санкт-Петербург и 30 — в МХЛ. В сезонах 2018/19 — 2019/20 играл в КХЛ и ВХЛ. 3 июля 2020 года подписал полноценный контракт с «Динамо». 28 июня 2021 года вернулся в «Витязь», провёл в сезоне 2021/22 19 матчей в КХЛ и 20 — в ВХЛ за «Рязань». 10 июня 2022 года был обменян в «Югру» на Ивана Ежова. 22 июня 2024 был обменян на Максима Цыбина в «Сокол» Красноярск.